# Hordeum murinum subsp. glaucum
Hordeum murinum subsp. glaucum é uma subespécie de planta com flor pertencente à família Poaceae. 
A autoridade científica da subespécie é (Steud.) Tzvelev, tendo sido publicada em Novosti Sistematiki Vysshchikh Rastenii 8: 67. 1971.

## Portugal
Trata-se de uma subespécie presente no território português, nomeadamente no Arquipélago da Madeira.
Em termos de naturalidade é nativa da região atrás indicada.

## Protecção
Não se encontra protegida por legislação portuguesa ou da Comunidade Europeia.